# Edat d'Or del Porno

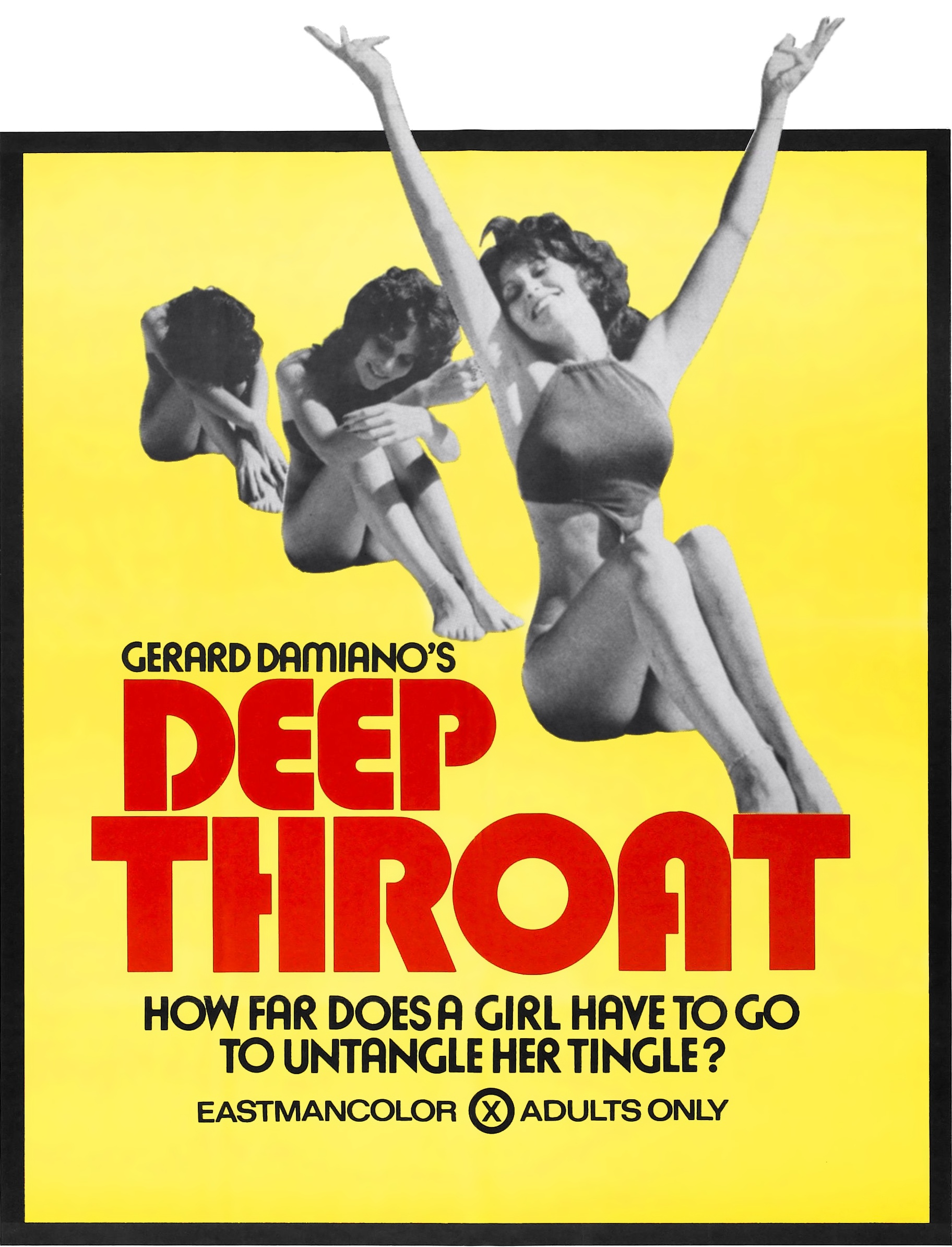
Deep Throat va iniciar l'Edat d'Or del porno.

La Edat d'Or del porno, o porno chic, es refereix a un període de 15 anys (al voltant de 1969-1984) en la pornografia comercial estatunidenca, que es va difondre internacionalment, en el qual les pel·lícules sexualment explícites van experimentar una atenció positiva per part de les principals sales de cinema, crítics de cinema i el públic en general. Va començar amb l'estrena de la pel·lícula Blue Movie (1969) dirigida per Andy Warhol, i la pel·lícula Mona (1970) produïda per Bill Osco. Aquestes pel·lícules van ser les primeres pel·lícules eròtiques per a adults que mostraven sexe explícit a ser estrenades als Estats Units. Ambdues van influenciar la realització de pel·lícules com Deep Throat (1972) protagonitzada per Linda Lovelace i dirigida per Gerard Damiano, Behind the Green Door protagonitzada per Marilyn Chambers i dirigida pels germans Mitchell, The Devil in Miss Jones (1973) també de Damiano, i The Opening of Misty Beethoven (1976) de Radley Metzger (considerada pel guardonat autor Toni Bentley, la «joia de la corona» de l'Edat d'Or). Segons Warhol, Blue Movie va tenir una gran influència en la realització de L'últim tango a París, una controvertida pel·lícula internacional de drama eròtic, protagonitzada per Marlon Brando, i va estrenar-ne algunes. anys després que Blue Movie es projectés als cinemes.
Després dels esments de Johnny Carson en el seu popular programa Tonight Show i de Bob Hope, també en la televisió, Deep Throat va aconseguir un gran èxit de taquilla, malgrat ser rudimentària segons els estàndards convencionals. En 1973, la pel·lícula més reeixida, però encara de baix pressupost, The Devil in Miss Jones va ser la setena pel·lícula més reeixida de l'any i va ser ben rebuda pels mitjans més importants, incloent una ressenya favorable del crític de cinema Roger Ebert. El fenomen de la pornografia estava sent debatut públicament per celebritats i pres de debò pels crítics, un esdeveniment al qual Ralph Blumenthal del New York Times es va referir com a «porno chic», va començar per primera vegada en la cultura estatunidenca moderna. Es va fer evident que els beneficis de taquilla de les pel·lícules eròtiques per a adults de molt baix pressupost podrien finançar nous avanços en els valors tècnics i de producció del porno, fent-lo extremadament competitiu amb les pel·lícules de Hollywood. Existia la preocupació que, si no es controlava, l'enorme rendibilitat de tals pel·lícules portaria a Hollywood a ser influenciat per la pornografia.
Fins llavors, milers de lleis i ordenances antiobcenidad estatals i municipals dels Estats Units consideraven que participar en la creació, distribució o consum de pornografia constituïa una acció criminal. Les interpretacions multijurisdiccionals de l'obscenitat van fer que aquestes pel·lícules fossin altament susceptibles de ser enjudiciades i penalment responsables per obscenitat, la qual cosa va restringir enormement la seva distribució i els seus guanys potencials. No obstant això, la decisió de 1973 del Tribunal Suprem dels Estats Units en el cas Miller v. California, que va limitar i va simplificar la definició d'obscenitat, va provocar una reducció dràstica dels judicis en tot el país. La llibertat en les llicències creatives, els majors pressupostos i pagaments de pel·lícules i una «mentalitat de Hollywood», van contribuir a aquest període.
No obstant això, amb la creixent disponibilitat de videograbadora per al seu visionat privat en la dècada de 1980, el vídeo va substituir al cinema com a mitjà de distribució preferit per la pornografia, que ràpidament va tornar a ser de baix pressupost i obertament gratuïta, acabant amb aquesta «Edat d'Or».

## Antecedents

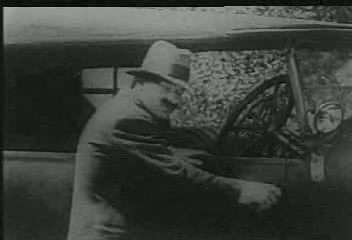
L'actor d'A Free Ride es tapa la cara amb un bigoti

Les pel·lícules pornogràfiques es van produir a principis del segle XX com a pel·lícules «stag», destinades a ser vistes en reunions masculines o en bordells. Als Estats Units, la desaprovació social era tan gran que els homes en elles a vegades intentaven ocultar la seva cara per mitjà de subterfugis, com un bigoti fals (utilitzat en A Free Ride) o fins i tot emmascarant-se. Molt poques persones van ser identificades en tals pel·lícules i sovint es presumeix que els actors eren prostitutes o criminals. Es diu que Vincent Drucci va actuar en una pel·lícula pornogràfica realitzada en 1924. Candy Barr, que va aparèixer a Smart Alec de 1951, va ser virtualment l'única entre les que van aparèixer en les pel·lícules «stag», i va aconseguir un grau de celebritat gràcies a la seva participació.
Als Estats Units, a la fi dels anys seixanta, es produïen regularment pel·lícules pornogràfiques a petita escala. Després de respondre als anuncis en els periòdics de la ciutat de Nova York a la recerca de models de nus, Eric Edwards i Jamie Gillis, entre d'altres, van aparèixer en aquestes pel·lícules, que eren «bucles» silenciosos en blanc i negre de baixa qualitat, sovint destinades a ser visualitzades en cabines d'observació de videoteques per a adults que proliferaven als voltants del Times Square. El producte de la indústria pornogràfica de la ciutat de Nova York va ser distribuït en tot el país per Robert DiBernardo, figura de l'hampa, qui va encarregar la producció de gran part de les pel·lícules de l'anomenada «Edat d'Or» realitzades a la ciutat de Nova York. Encara que no va ser la primera pel·lícula per a adults que va obtenir una gran estrena als cinemes dels Estats Units, cap havia aconseguit una audiència massiva i va canviar l'actitud pública cap a la pornografia com ho va fer Deep Throat.

## L'era

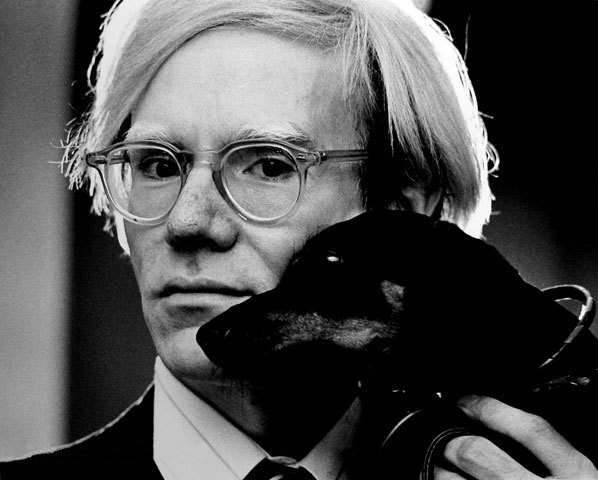
Andy Warhol

### Començaments
Blue Movie de Andy Warhol, estrenada en 1969, i, més lliurement, Mona, de Bill Osco, estrenada en 1970, van ser les primeres pel·lícules que van mostrar sexe explícit que van rebre àmplia distribució als cinemes dels Estats Units. A pesar que Blue Movie involucrava relacions sexuals, la pel·lícula, protagonitzada per Viva i Louis Waldon, incloïa un diàleg significatiu sobre la guerra de Vietnam i diversos quefers mundans. A més de ser una pel·lícula seminal en l'«Edat d'Or del porno», Blue Movie, segons Warhol, va ser una de les principals influències en la realització de L'últim tango a París, una pel·lícula dramàtica eròtica i internacionalment controvertida, protagonitzada per Marlon Brando i estrenada pocs anys després que Blue Movie fos realitzada.
També per aquesta època, el juny de 1970, el 55th Street Playhouse va començar a mostrar Censorship in Denmark: A New Approach, un estudi documental de pel·lícula sobre pornografia, dirigit per Alex de Renzy. Segons Vincent Canby, crític de cinema del New York Times, el narrador del documental va assenyalar que "la pornografia és més estimulant i més barates que les injeccions d'hormones" i "subratlla el fet que des de la legalització de la pornografia a Dinamarca, els delictes sexuals han disminuït." No obstant això, el 30 de setembre de 1970, el fiscal adjunt de districte, Richard Beckler, va tenir el director del teatre, Chung Louis, arrestat per una acusació d'obscenitat, i la pel·lícula confiscada com a apel·lació a un interès prudencial pel sexe. El jutge president, Jack Rosenberg, va declarar: "[La pel·lícula] és evidentment ofensiva per a la majoria dels nord-americans perquè ofensa els estàndards comunitaris contemporanis relacionats amb la descripció o representació d'assumptes sexuals".
No obstant això, a partir d'aleshores, l'octubre de 1970, la A History of the Blue Movie, un altre estudi documental de la pornografia dirigida per Alex de Renzy, es va estrenar i va incloure la recopilació dels primers curtmetratges dels primers curts eròtics que dataven de 1915 a 1970. El crític de cinema Roger Ebert va revisar la pel·lícula, la va puntuar amb dues estrelles (de quatre) i va assenyalar que el narrador ens parla "solemnement sobre l'art còmic de les primeres stag films".
La pel·lícula Mona es va diferenciar de Blue Movie presentant més aviat una trama: Mona (interpretada per Fifi Watson) li havia promès a la seva mare que continuaria sent verge fins al seu imminent matrimoni.Més tard, al desembre de 1971, la pel·lícula Boys in the Sand, una de les primeres pel·lícules eròtiques per a adults, després de Blue Movie en 1969, que va ser ressenyada per la revista Variety, fou estrenada i inaugurada a cinemes dels Estats Units i d'arreu del món. El títol de la pel·lícula és una referencia paròdica a l'obra de 1968 de Mart Crowley i a la adaptació cinematográfica de 1970, The Boys in the Band.

### Deep Throat

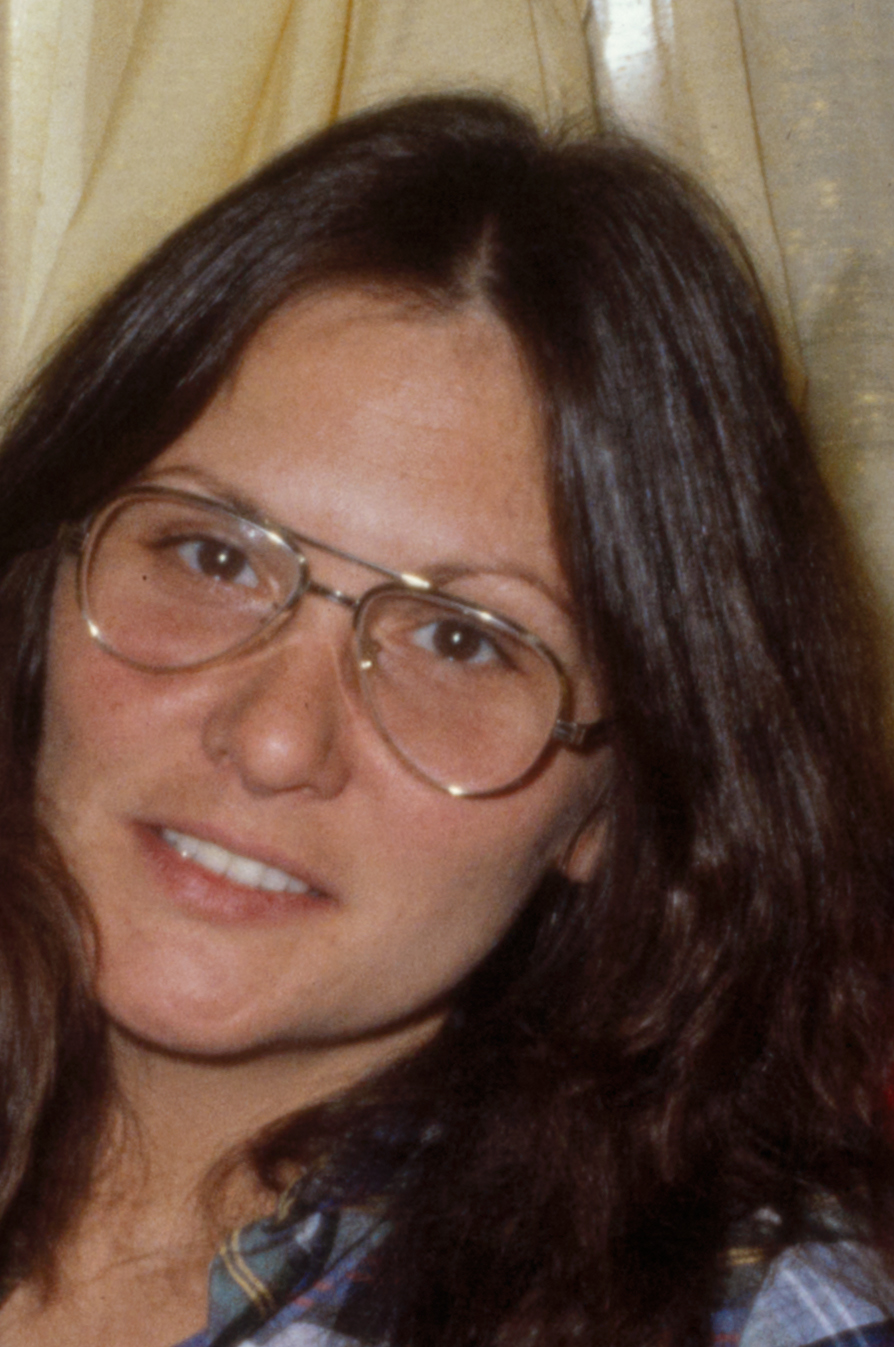
Linda Lovelace, protagonista de Deep Throat

L'«Edat d'Or del porno» va continuar en 1972 amb Deep Throat. Es va estrenar oficialment al World Theater de la ciutat de Nova York el 12 de juny de 1972 i va ser anunciada en el New York Times sota el títol expurgat de Gola. Després que Johnny Carson parlés sobre la pel·lícula en el seu programa de televisió nacional:260–267 i Bob Hope també la va esmentar a la televisió, Deep Throat es va tornar molt rendible i un èxit de taquilla, segons una de les figures darrere de la pel·lícula. En el seu segon any de llançament, Deep Throat no va poder aconseguir el top 10 de Variety. No obstant això, per a llavors, sovint es presentava en una doble funció amb la més reeixida de les tres pel·lícules per a adults llançades entre 1972 i 1973, The Devil in Miss Jones, que va superar amb escreix Deep Throat, alhora que va deixar Behind the Green Door en tercer lloc.:211–212

### The Devil in Miss Jones
La pel·lícula de 1973 The Devil in Miss Jones va ocupar el setè lloc en la llista Variety de les deu pel·lícules més taquilleres de 1973, malgrat mancar de l'ampli desplegament i comercialització professional de Hollywood i d'haver estat pràcticament prohibida en tot el país durant la meitat de l'any (veure Miller contra Califòrnia, a continuació).:211–212 Alguns crítics han descrit la pel·lícula com, juntament amb Deep Throat, una de les «dues millors pel·lícules eròtiques mai realitzades». William Friedkin va qualificar The Devil in Miss Jones de «gran pel·lícula», en part perquè era una de les poques pel·lícules eròtiques per a adults amb una història correcta. Roger Ebert es va referir a The Devil in Miss Jones com la «millor» del gènere que havia vist i li va donar tres estrelles (de quatre). Ebert també va suggerir que els ingressos de taquilla de la pel·lícula van ser inflats com una forma de blanquejar els beneficis de les activitats il·legals, encara que tal mètode hauria requerit que el crim organitzat pagués impostos sobre els seus ingressos obtinguts il·legalment.:144
The Devil in Miss Jones a ser una de les primeres pel·lícules que es van incorporar al saló de la fama de XRCO. L'enregistrament sonor, la cinematografia i l'argument de The Devil in Miss Jones van ser d'una qualitat considerablement superior a qualsevol pel·lícula pornogràfica anterior. La protagonista, Georgina Spelvin, que havia estat en la versió original de Broadway de The Pajama Game, va combinar un vigorós sexe amb una actuació que alguns van considerar tan convincent com qualsevol altra que pogués veure's en una bona producció convencional. Havia estat contractada com a encarregada de càtering, però Gerard Damiano, el director de la pel·lícula, va quedar impressionat amb la seva lectura del diàleg de Miss Jones, mentre audicionaba com a actriu per al paper no sexual d'«Abaca». Segons la crítica de Variety, «Amb The Devil in Miss Jones, les pel·lícules de porno dur s'acosten a una forma d'art que els crítics poden tenir dificultats per a ignorar en el futur». La ressenya també va descriure la trama com a comparable a l'obra de Jean-Paul Sartre, A porta tancada,:211 i després va descriure l'escena d'obertura com «una seqüència tan eficaç que ressaltaria en qualsevol llargmetratge cinematogràfic seriós».:211 Va acabar dient: «Reservar una pel·lícula d'aquesta qualitat tècnica en una casa de sexe estàndard equival a tirar-la a l'escombriaire juntament amb la majoria de les ofertes hardcore actuals».:211

### «Porno chic»
Un influent article de cinc pàgines en The New York Times Magazine en 1973 va descriure el fenomen de la pornografia que era debatut públicament per celebritats i pres de debò pels crítics, un fet al qual Ralph Blumenthal del New York Times es va referir com a «porno chic». Alguns van expressar l'opinió que les pel·lícules pornogràfiques continuarien estenent el seu accés als cinemes estatunidencs i la indústria cinematogràfica convencional s'inclinaria cap a la influència de la pornografia.

### Miller contra Califòrniade la Cort Suprema de Justícia de 1973
La decisió de la Cort Suprema de 1973 en el cas Miller v. California, va redefinir l'obscenitat de «totalment sense valor social redemptor» a «manca d'un valor literari, artístic, polític o científic seriós». Bàsicament, va fer que els estàndards de la comunitat contemporània fossin el criteri, sostenint que l'obscenitat no estava protegida per la Primera Esmena. La sentència va donar flexibilitat als jutges locals per a confiscar i destruir les còpies impreses de les pel·lícules condemnades per violar les normes de la comunitat local. La decisió Miller va obstaculitzar la distribució pornogràfica.
The Devil in Miss Jones, així com Deep Throat i Behind the Green Door, van ser processades amb èxit durant la segona meitat de 1973. La decisió Miller de la Cort Suprema va deixar a gran part dels Estats Units fora de l'exposició de pel·lícules eròtiques per a adults i moltes vegades es va prohibir totalment. Les pel·lícules pornogràfiques mai tornarien a ocupar un lloc tan destacat en el negoci cinematogràfic convencional, fins a l'aparició del internet en els anys noranta.

### Després de 1973
Arran de la decisió de la Cort Suprema de posar els grans guanys de les taquilles fora de l'abast de les pel·lícules pornogràfiques, els progressos en la qualitat de les pel·lícules ocorreguts entre 1972 i 1973 no es van mantenir. Amb els seus recursos financers relativament modestos, el pas previst del crim organitzat a Hollywood no es va materialitzar. Les pel·lícules pornogràfiques van continuar sent un negoci altament rendible i van prosperar durant la resta dels anys setanta, la qual cosa va portar al concepte que les «estrelles» pornogràfiques anaven guanyant adeptes. L'ostracisme dels actors pornogràfics significava que gairebé sempre utilitzessin pseudònims. El fet d'haver aparegut en el porno solia posar fi a l'esperança d'un actor de tenir una carrera en el món del cinema. Un indici del ressorgiment encara possible va ser el llançament de Alice in Wonderland (1976) favorablement ressenyada pel crític de cinema Roger Ebert en 1976, pel que sembla va recaptar més de 90 milions de dòlars arreu del món. Alguns historiadors consideren que The Opening of Misty Beethoven, basada en l'obra Pygmalion de George Bernard Shaw (i el seu derivat, My Fair Lady), i dirigida per Radley Metzger, va aconseguir el nivell de la cinematografia convencional tant en la trama com en l'escenografia. La pel·lícula ha estat considerada, pel guardonat autor Toni Bentley, com la «joia de la corona» de la «Edat d'Or».
En general, després de 1973, les pel·lícules eròtiques per a adults van emular els arguments i les convencions principals de la indústria cinematogràfica, simplement per a emmarcar les representacions de l'activitat sexual amb la finalitat de preparar una defensa de «mèrit artístic» contra possibles càrrecs d'obscenitat. La indústria cinematogràfica per a adults es va quedar estancada al nivell de les «pel·lícules d'un dia», acabades per participants contractats per un sol dia. La pesada tecnologia de l'època significava que rodar una escena senzilla prengués hores a causa de la necessitat que la cambra estigués preparada per a cada presa. Les actuacions continuades repetides podrien ser requerides en qualsevol moment durant el curs d'un dia, la qual cosa era un problema per als homes sense l'ús de fàrmacs moderns com el Viagra. La producció es va concentrar a la ciutat de Nova York, on es creia que el crim organitzat tenia control sobre tots els àmbits del negoci i impedia l'entrada de competidors. Encara que els seus pressupostos eren en general molt baixos, existeix un nivell subcultural de valorització de les pel·lícules d'aquesta època, produïdes per un nucli d'una trentena d'artistes, alguns dels quals tenien altres treballs. Alguns eren actors que podien manejar el diàleg quan era necessari. No obstant això, alguns participants es van burlar de la idea que el que feien es qualificava com «actuar». A principis de la dècada de 1980, l'ascens del vídeo domèstic havia portat al terme l'època en què la gent anava als cinemes per a veure sexe filmat en pel·lícules de 35 mm amb valors de producció, culminant finalment amb l'ascens d'internet en la dècada de 1990 i després.

## Crítica feminista
L'«Edat d'Or» va ser un període d'interaccions entre la pornografia i la segona onada del feminisme contemporani. Feministes radicals i culturals, juntament amb grups religiosos i conservadors, van atacar la pornografia, mentre que altres feministes eren partidàries de la pornografia, com Camille Paglia, que va definir el que va arribar a conèixer-se com feminisme prosexe en la seva obra Sexual Personae. Paglia i altres feministes prosexe o propornografia van acceptar el porno com a part de la revolució sexual amb els seus temes sexuals llibertaris, com ara explorar la bisexualitat i el swinging, lliures d'interferència governamental. L'aprovació de les crítiques femenines va ser essencial per a la credibilitat de la breu era del «porno chic».

## Estrelles de l'Edat d'Or
Els principals actors de la primera part de l'edat d'or, el "porno chic", foren:
- Bobby Astyr
- Rene Bond
- Rebecca Brooke
- Rick Cassidy
- Marilyn Chambers
- Zebedy Colt
- Carol Connors
- Desireé Cousteau
- Casey Donovan
- Eric Edwards
- Samantha Fox
- Michael Gaunt
- Jamie Gillis
- Terri Hall
- Annette Haven
- John C. Holmes (a.k.a. "Johnny Wadd")
- Mike Horner
- Robert Kerman (a.k.a. "R Bolla")
- Johnny Keyes
- C. J. Laing
- Gloria Leonard
- John Leslie
- Linda Lovelace
- William Margold
- Sharon Mitchell
- Constance Money
- Wade Nichols
- Kay Parker
- George Payne
- Rhonda Jo Petty
- Darby Lloyd Rains
- Harry Reems
- Vanessa del Rio
- Candida Royalle
- Tina Russell
- Herschel Savage
- Joey Silvera
- Georgina Spelvin
- Annie Sprinkle
- Marc Stevens
- Jessie St. James
- Paul Thomas
- Jennifer Welles
- Marlene Willoughby

## Estrelles de la segona onada
- Amber Lynn
- Angel Kelly
- Barbara Dare
- Billy Dee
- Christy Canyon
- Colleen Brennan
- Debi Diamond
- Erica Boyer
- Ginger Lynn
- Jack Wrangler
- Jeanna Fine
- Jerry Butler
- Karen Summer
- Keisha
- Kelly Nichols
- Lisa De Leeuw
- Lysa Thatcher
- Nina Hartley
- Ona Zee
- Peter North
- Porsche Lynn
- Randy West
- Ryan Idol
- Long Dong Silver
- Samantha Strong
- Shanna McCullough
- Sharon Mitchell
- Tom Byron
- Tracey Adams
- Traci Lords
- Veronica Hart

En el moment de la maduresa de la segona ona, les pel·lícules es rodaven cada vegada més en vídeo per al seu llançament al mercat domèstic.
A mesura que la seva popularitat augmentava, també ho feia el control de les seves carreres. John Holmes es va convertir en el primer personatge pornogràfic recurrent en la sèrie cinematogràfica Johnny Wadd dirigida per Bob Chinn. Lisa De Leeuw va ser una de les primeres a signar un contracte exclusiu amb una important productora d'adults, Vivid Vídeo i Marilyn Chambers va treballar en les principals pel·lícules, sent una de les primeres d'un escàs nombre d'actors pornogràfics crossover.

## Productors
Entre els principals productors durant la primera ona de la «Edat d'Or», l'era «porno chic», es troben:
- Alex de Renzy
- Andy Warhol
- Gregory Dark
- Bill Osco
- Chuck Vincent
- Gerard Damiano
- Germans Mitchell (Artie i Jim)
- Radley Metzger (alias Henry Paris)

Amb l'auge del vídeo, els estudis de cinema pornogràfic dominants en el període de la segona ona van ser VCA Pictures. i Caballero Home Video.

## Pel·lícules del període
Algunes de les pel·lícules més conegudes del període foren: 
- Alice in Wonderland (US, 1976)
- Barbara Broadcast (US, 1977)
- Behind the Green Door (US, 1972)
- Blue Movie (US, 1969)
- Boys in the Sand (US, 1971)
- Café Flesh (US, 1982)
- Caligula (US-IT, 1979)
- Candy Stripers (US, 1978)
- Centurians of Rome (US, 1981)
- The Cheerleaders (US, 1973)
- Debbie Does Dallas (US, 1978)
- Deep Throat (US, 1972)
- The Devil in Miss Jones (US, 1973)
- A Dirty Western (US, 1975)
- El Paso Wrecking Corp. (US, 1978)
- Flesh Gordon (US, 1974)
- The Image (US, 1975)
- Insatiable (US, 1980)
- Inside Desiree Cousteau (US, 1979)
- Inside Jennifer Welles (US, 1977)
- Kansas City Trucking Co. (US, 1976)
- L.A. Tool & Die (US, 1979)
- Sweet Savage (US 1979)
- Maraschino Cherry (US, 1978)
- Memories Within Miss Aggie (US, 1973)
- Mona the Virgin Nymph (US, 1970)
- Naked Came the Stranger (US, 1975)
- The New Comers (US, 1973)
- New Wave Hookers (US, 1984)
- A Night at the Adonis (US, 1978)
- Nightdreams (US, 1981)
- The Opening of Misty Beethoven (US, 1976)
- The Other Side of Aspen (US, 1978)
- Pink Narcissus (US, 1971)
- Pretty Peaches (US, 1978)
- The Private Afternoons of Pamela Mann (US, 1974)
- Reel People (US, 1984)
- Resurrection of Eve (US, 1973)
- Score (US, 1974)
- Sensations (NL, 1975)
- Spirit of Seventy Sex (US, 1976)
- The Story of Joanna (US, 1975)
- Taboo (US, 1980)
- The Tale of Tiffany Lust (US, 1979)
- Talk Dirty to Me (US, 1980)
- Through the Looking Glass (US, 1976)